# Papilio scamander
Papilio scamander là một loài bướm thuộc họ Papilionidae. Nó được tìm thấy ở từ đông đến tây nam Brasil phía nam Argentina.
Sải cánh dài khoảng 110 mm.

## Phụ loài
- Papilio scamander scamander (Brazil)
- Papilio scamander joergenseni Röber, 1925 (Bolivia, tây bắc Argentina)
- Papilio scamander grayi Boisduval, 1836 (Brazil (Rio Grande do Sul, Paraná, Minas Gerais, São Paulo))

## Hình ảnh

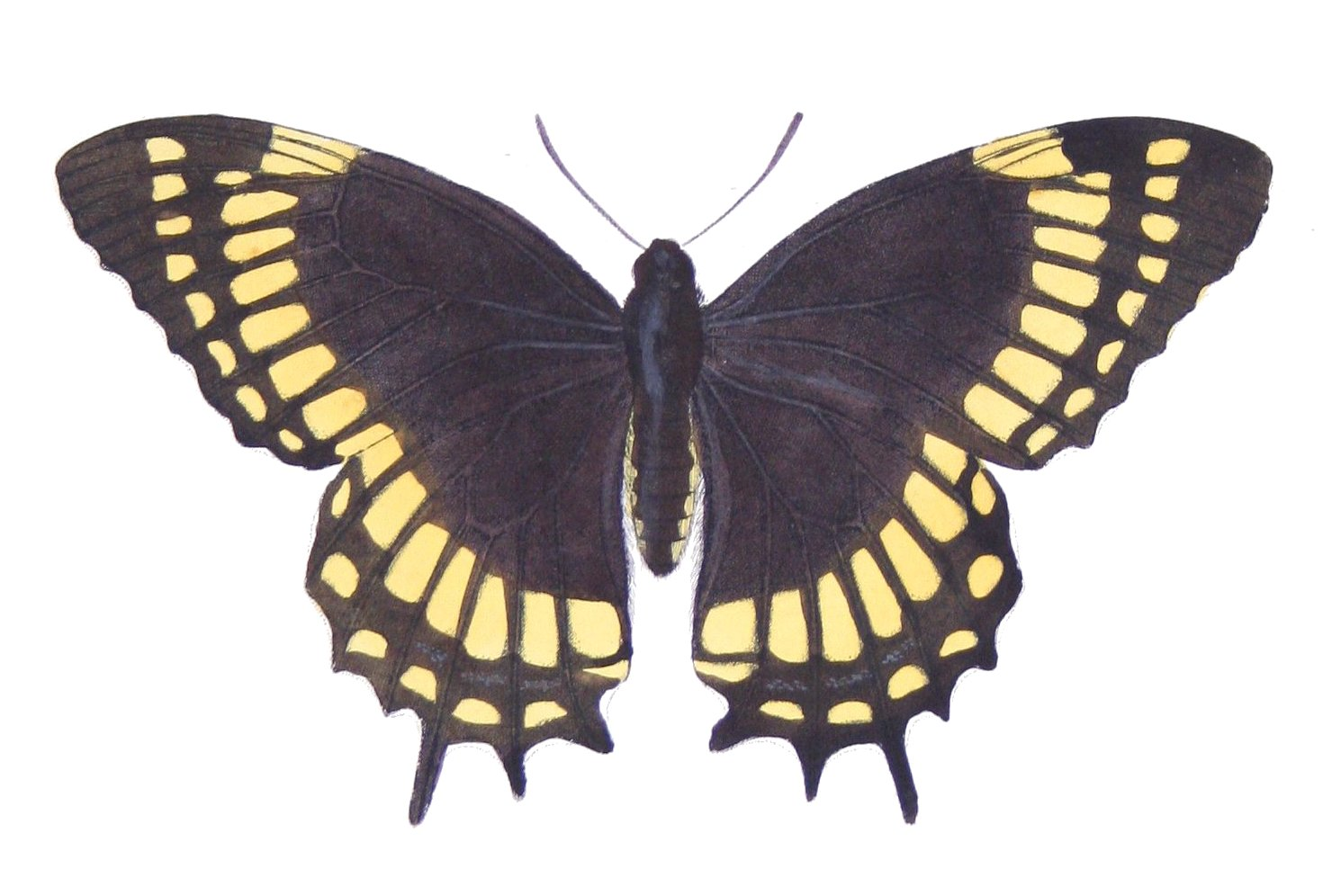
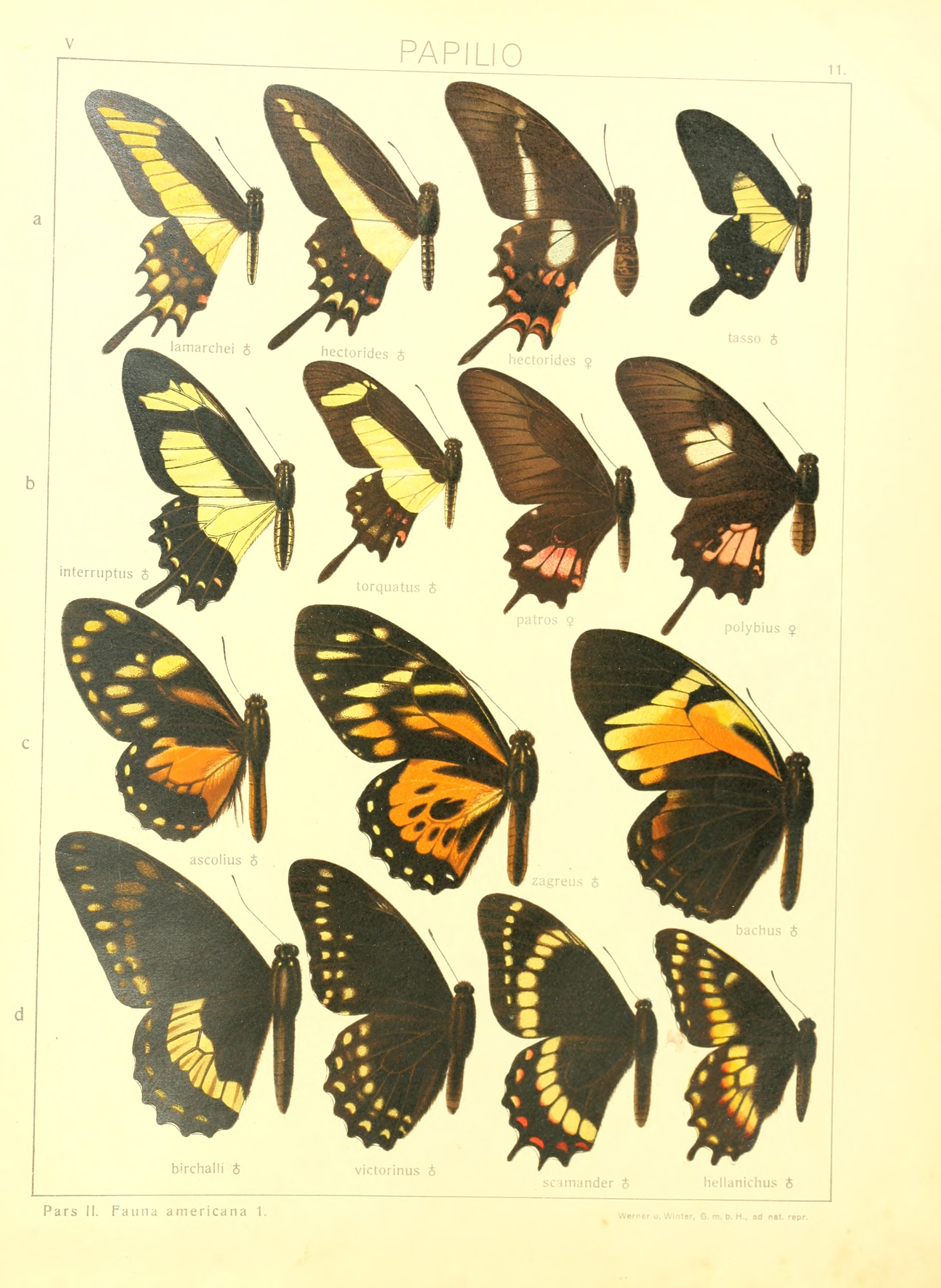
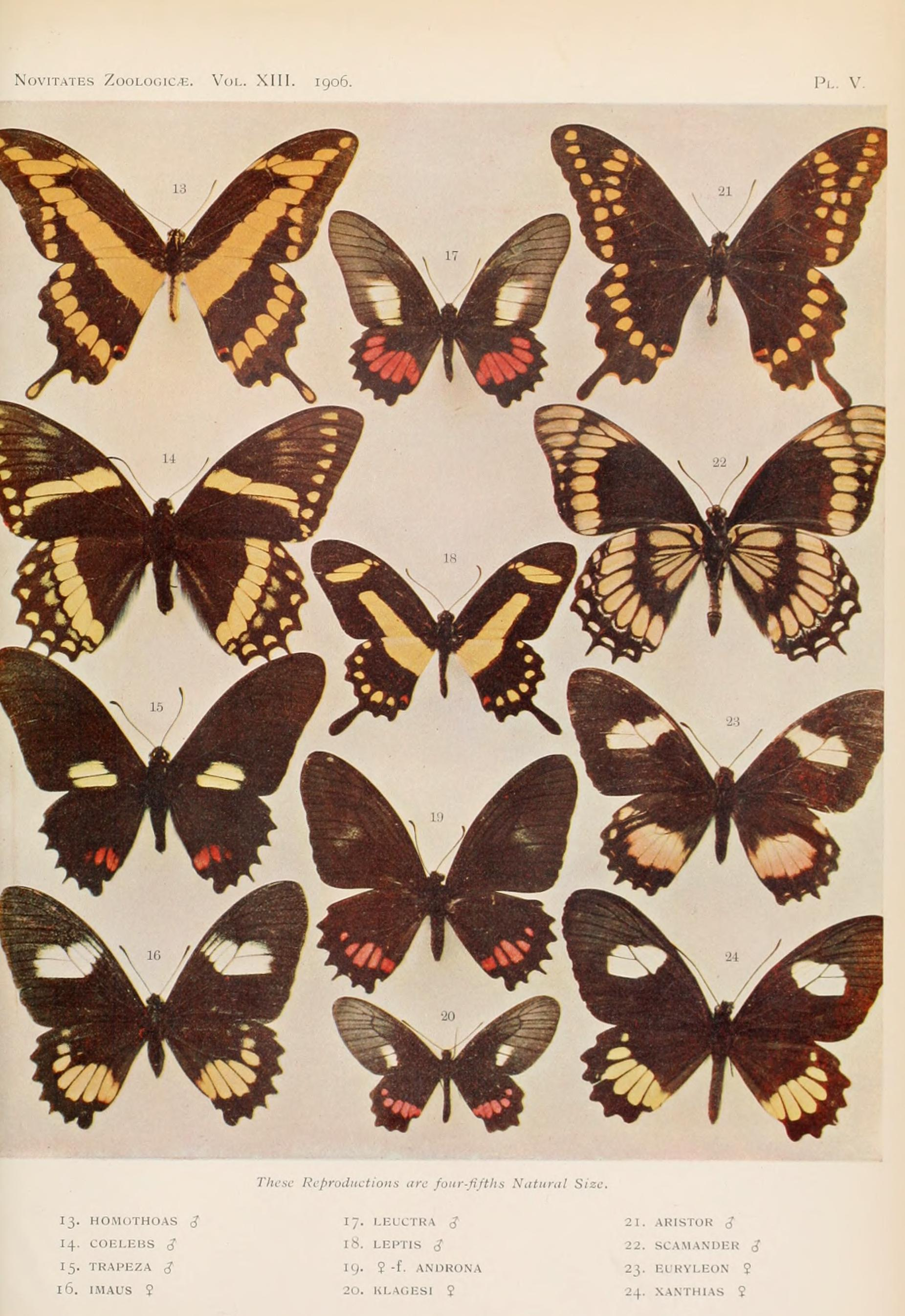